# Episodi di Dixon of Dock Green (quindicesima stagione)
La quindicesima stagione della serie televisiva Dixon of Dock Green è andata in onda nel Regno Unito dal 7 settembre 1968 al 21 dicembre 1968 su BBC One.
| nº | Titolo originale          | Prima TV UK       |
| -- | ------------------------- | ----------------- |
| 1  | Find the Lady (2)         | 7 settembre 1968  |
| 2  | The Hard Way              | 14 settembre 1968 |
| 3  | The Prospective Candidate | 21 settembre 1968 |
| 4  | An Ordinary Man           | 28 settembre 1968 |
| 5  | The Brothers              | 5 ottobre 1968    |
| 6  | A Quiet Sunday            | 12 ottobre 1968   |
| 7  | Double Jeopardy           | 19 ottobre 1968   |
| 8  | The Commander             | 26 ottobre 1968   |
| 9  | The Last Look             | 2 novembre 1968   |
| 10 | Number Thirteen           | 9 novembre 1968   |
| 11 | English - Born and Bred   | 16 novembre 1968  |
| 12 | High Finance              | 23 novembre 1968  |
| 13 | The Man                   | 30 novembre 1968  |
| 14 | Suspended                 | 7 dicembre 1968   |
| 15 | The Trojan Horse          | 14 dicembre 1968  |
| 16 | Berserk                   | 21 dicembre 1968  |

## Find the Lady
- Prima televisiva: 7 settembre 1968
- Diretto da: Vere Lorrimer
- Scritto da: N. J. Crisp

### Trama
- Guest star: Richard Steele (Man in Garden), John J. Carney (Porter at Flats), Richard Davies (LATTAIO)

## The Hard Way
- Prima televisiva: 14 settembre 1968
- Diretto da: Vere Lorrimer
- Scritto da: Gerald Kelsey

### Trama
- Guest star:

## The Prospective Candidate
- Prima televisiva: 21 settembre 1968
- Scritto da: David Ellis

### Trama
- Guest star: William Lucas (Philip Chapman)

## An Ordinary Man
- Prima televisiva: 28 settembre 1968
- Scritto da: N. J. Crisp

### Trama
- Guest star:

## The Brothers
- Prima televisiva: 5 ottobre 1968
- Scritto da: Gerald Kelsey

### Trama
- Guest star:

## A Quiet Sunday
- Prima televisiva: 12 ottobre 1968
- Diretto da: Vere Lorrimer
- Scritto da: N. J. Crisp

### Trama
- Guest star: Peter Thomas (Coombs), Graham Rigby (Shoe-Shop Manager), Bill Lyons (Ford), Dennis Cleary (Brown), Richard Shaw (Cobbett), Godfrey James (Munday), Alan Lake (Kimber)

## Double Jeopardy
- Prima televisiva: 19 ottobre 1968
- Scritto da: David Ellis

### Trama
- Guest star:

## The Commander
- Prima televisiva: 26 ottobre 1968
- Scritto da: N. J. Crisp

### Trama
- Guest star: Hugh Moxey (Curator in Museum), Arnold Diamond (Assistant Hotel Manager), Desmond Llewelyn (direttore della banca), Don McKillop (Tom), Patrick Holt (The Commander)

## The Last Look
- Prima televisiva: 2 novembre 1968
- Scritto da: Gerald Kelsey

### Trama
- Guest star:

## Number Thirteen
- Prima televisiva: 9 novembre 1968
- Diretto da: Vere Lorrimer
- Scritto da: David Ellis

### Trama
- Guest star: Tom Baker (Foreman)

## English - Born and Bred
- Prima televisiva: 16 novembre 1968
- Scritto da: N. J. Crisp

### Trama
- Guest star: Earl Cameron (John Tate), Shelagh Fraser (Mary Tate), Peter Craze (Bob Reynolds), Kenneth Watson (Warden)

## High Finance
- Prima televisiva: 23 novembre 1968
- Scritto da: N. J. Crisp

### Trama
- Guest star:

## The Man
- Prima televisiva: 30 novembre 1968
- Scritto da: N. J. Crisp

### Trama
- Guest star: Patrick O'Connell (Willy), Desmond Llewelyn (dottor Pearce)

## Suspended
- Prima televisiva: 7 dicembre 1968
- Diretto da: Eric Fawcett
- Scritto da: Ivor Jay

### Trama
- Guest star: Peter Ducrow (Chief Superintendent), Glynn Edwards (Chief Insp. Jamieson), Brian Badcoe (Donleavy), Joe Dunlop (detective Con. Pearson), Iris Russell (Mrs Woodison)

## The Trojan Horse
- Prima televisiva: 14 dicembre 1968
- Diretto da: Vere Lorrimer
- Scritto da: Eric Paice

### Trama
- Guest star:

## Berserk
- Prima televisiva: 21 dicembre 1968
- Diretto da: Vere Lorrimer
- Scritto da: N. J. Crisp

### Trama
- Guest star: Arthur Cox (primo ufficiale), Olaf Pooley (capitano Bailey)